# Enric Arenós Cortés
Enric Arenós Cortés, més conegut com a Quique (Vila-real, Província de Castelló, 28 de febrer de 1941), és un humorista gràfic, il·lustrador i mestre d'educació primària valencià.
Ha publicat passa de 30.000 acudits en més de cent revistes, diaris i publicacions diverses, celebrant 67 anys dibuixant humor (1956-2022). Ha dibuixat un acudit diari a El Periódico Mediterráneo de Castelló des de 1979 a 2020, cosa que es tradueix en més de 10.000 vinyetes editades. Els seus originals es troben dipositats a l'Arxiu Municipal de Vila-real. Des de l'any 2017, viu a Mataró, des d'on continua publicant en més d'una desena de capçaleres.[8]

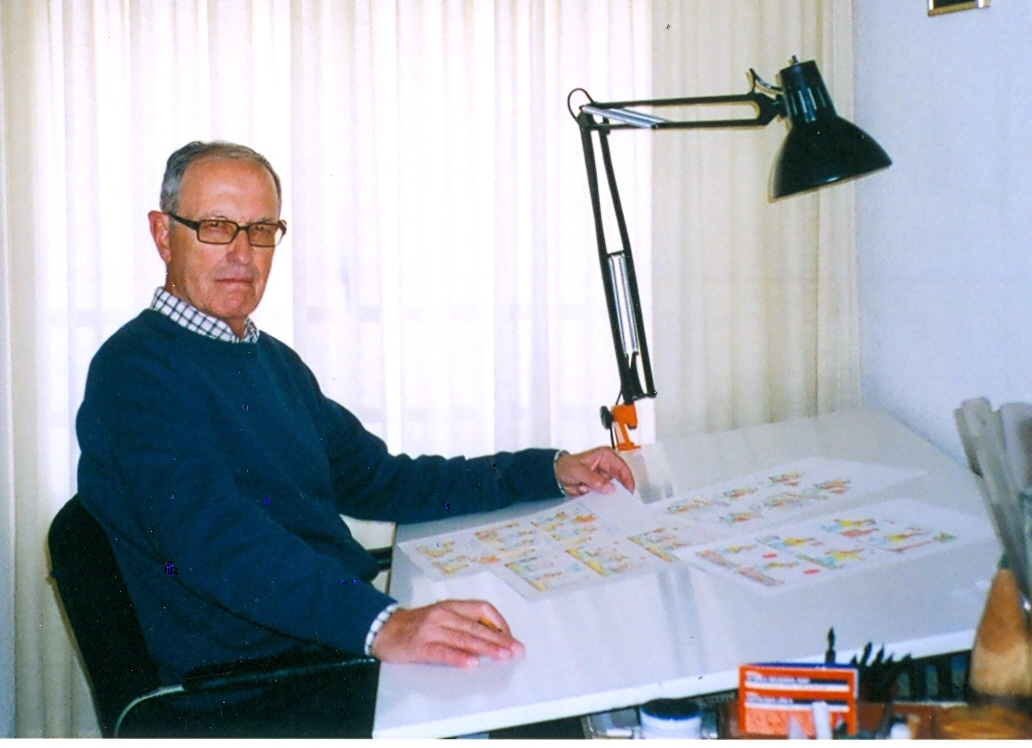
Quique Arenós assegut davant la taula de treball

Al llarg de la seva professió ha publicat en els diaris següents: El Correo de Andalucía, de Sevilla (1969 a 1973), Ya, de Madrid (1970 al 1984), Suplementos del diari Pueblo, de Madrid (1971 a 1972), Aragón Expres, de Saragossa (1973 a 1979) i Las Provincias, de València (1974 a 1979). Entre les revistes més destacades en què ha col·laborat es troben: Tiempo, La Actualidad Española, Almanaque Agromán, La Estafeta Literaria, Cinestudio, Familia Cristiana, Mas, Vía Libre, Cuadernos para el Diálogo, Messaggero di Sant’Antonio (Itàlia), La Jaula, El Cocodrilo Leopoldo, Crítica, Cáritas, Ama, Antena TV, Hoja del Lunes (Saragossa i Madrid), Pronto, Antena Semanal, Balalaika, Saó, Vida Nueva, Escuela, Sociedad/Familia, Nuestra Ciudad, Our Sunday Visitor (EUA), La Golondriz, Gesto, Nexotur, Tráfico y Seguridad Vial, Misioneros, Catalunya Cristiana, El Churro Ilustrado, etc.
Té obra al Museu do Fene (La Corunya), Museu Castell de Larrés (Osca) i Museu de l'humor Dulcinea del Toboso (Toledo), així com un mural en paret d'un acudit seu de 25 x 15 metres en Vila-real (Castelló). L'obra de Quique consta en diversos catàlegs i antologies.

## Llibres publicats
- Sin censura eclesiástica (1974)
- Sálvese quien pueda (1993)
- Castelló(n) (1995)
- Molt fràgil (2000)
- Pobres ricos (2001)
- Tico el agnóstico (2004)
- De norte a sur (y Dios en medio) (2007)
- La escuela vista con humor (2009)[4]
- La vida vista con humor (2011)
- Quique, 60 anys dibuixant humor (2016)[5][6]
- La Bíblia vista amb humor (2020)
- Castelló amb humor (2022)
- Una altra història de Vila-real amb humor (2024)
- Els evangelis vistos amb humor (2024)

## Premis i reconeixements
- Saló Nacional de l'Humor. Ciutadella (1971)
- Olimpíada Internacional de l'Humor. València (1972)
- Finalista Paleta Agromán. Madrid (1979)
- Onda Cero Cultura. Vila-real (2004)
- Socarrat Major. Vila-real (2007)
- Cadena Ser. Castelló (2008)
- Medalla 20 de Febrer. Vila-real (2008)
- Premi Mingote. Madrid (2010)
- Distinció al Mèrit Cultural. Generalitat Valenciana (2017)[7]
- Notari de l'Humor. Universitat d'Alacant (2018)
- Medalla d'Or de la Ciutat. Ajuntament de Vila-real (2022)